# 歐陸英語
歐陸英語（英語：Euro English）是歐洲大陸所使用的英語變體，使用者為歐洲人，特別是歐洲聯盟機構或歐洲年輕人。

## 历史
欧洲大陆英语的广泛使用起源于19世纪，当时大英帝国获得了不少欧洲大陆地区的殖民地，诸如马耳他、塞浦路斯、直布罗陀、黑尔戈兰岛、伊奥尼亚群岛等。
1986年，卡尔斯滕森第一次使用“欧陆英语”这个词，表示欧洲地区广泛导入英语词汇。
欧盟的逐渐扩大实际上削弱了欧盟两种工作语言（德语和法语）的影响力，对新的流动欧洲人阶层来说，他们需要一种更实用的通用语进行交流。
欧洲大陆地区非英语母语人士使用英语是否会产生潜在的欧陆英语变体目前没有结论，莫林认为欧陆英语就是英语的一种的变体。另外富尔施认为，很多欧陆英语的特点其实是学习者本人的失误，或者是母语的影响。
英国英语对欧陆英语的影响是显而易见的，但由于英国在2020年正式脱离欧洲联盟，导致欧洲本土使用英语母语的区域仅剩下爱尔兰英语（在爱尔兰共和国使用），因此未来罗曼语族的语言可能对欧陆英语产生更大的影响。

## 來源
- English in the European Union - Worlds of English (2/4) （页面存档备份，存于）, Open University
- Mollin, Sandra. . Tübingen: Narr. 2005. ISBN 382336250X.
- Euro-English （页面存档备份，存于）, Blasting the bombast, The Economist, Sep 30th 2011, S.D.
- Eurojargon: A Dictionary of the European Union (Anglais), Anne Ramsay, 2001

## 外部連結
- Euro-English （页面存档备份，存于）, English in the European Union. Teti Musmeci, Marina Foti
- The Allusionist podcast （页面存档备份，存于） with Helen Zaltzman